# Lucie Maquet
Lucie Maquet (* 5. August 1869 in Dresden; Sterbedatum und -ort sind unbekannt, letzter Aufenthaltsort am 29. August 1936 im Bezirksheim Pirna), auch Clara Marie Lucie Maquet, war eine deutsche Malerin und Bildhauerin. Einige ihrer Zeichnungen und Skizzen sind Teil der Sammlung Prinzhorn der Psychiatrischen Universitätsklinik in Heidelberg.

## Leben und Werk
Lucie Maquet entstammte einer Dresdner Fabrikantenfamilie und besuchte zunächst die Höhere Töchterschule. Später bekam sie Mal- und Zeichenunterricht in Dresden, Berlin und München, unternahm außerdem Arbeits- und Studienreisen. Obwohl Frauen von akademischer und also auch künstlerischer Ausbildung Ende des 19. Jahrhunderts noch mehrheitlich ausgeschlossen waren, erhielt Lucie Maquet Unterricht von den Akademie-Professoren Carl Bantzer und Karl Gussow, verließ 1890, im Alter von 21 Jahren, andere Quellen sprechen von einem Alter von 16 Jahren, ihr Elternhaus und lebte ab 1890 als unverheiratete, selbständige Kunstmalerin in Dresden. Ihre Werke wurden im Sächsischen Kunstverein, im Dresdner Kunstverein, in Frankfurt und Halle ausgestellt und sie erhielt Malaufträge.
1892 erkrankte sie zum ersten Mal, floh von einem Gut in Westpreußen, wo sie einen Auftrag übernommen hatte. Sie wurde unruhig, fürchtete sich vor Männern und konnte nicht mehr malen. In den folgenden Jahren wechselten immer wieder Phasen von Klarheit mit Phasen, in denen sie glaubte, dass man sie vergiften wolle und in denen sie sich verfolgt fühlte.  1904, während einer Studienreise in die Hohe Tatra verschlimmerte sich ihr Zustand. Sie zog sich immer mehr zurück und verwahrloste. Im April 1909 wurde sie in die Städtische Heil- und Pflegeanstalt Dresden aufgenommen und entmündigt. Am 13. Dezember 1909 wurde Lucie Maquet im Alter von 40 Jahren von ihrem Bruder in die Anstalt Pirna eingewiesen, wo sie ab diesem Zeitpunkt mit der Diagnose Dementia praecox paranoidis eingesperrt blieb. Lucie Maquet leugnete ihre Symptome und begegnete den Ärzten mit Ironie. Sie versuchte ihnen klarzumachen, dass ein Leben ohne Kunst für sie nicht vorstellbar sei. Noch im Jahr 1920 bezeichnete sich Maquet selbst in einem Brief als Malerin, Bildhauerin „in Lebensnot“, setzte sich weiterhin gegen ihre Unterbringung in der Anstalt zur Wehr und bat Familie und Freunde für ihre Befreiung um Hilfe.

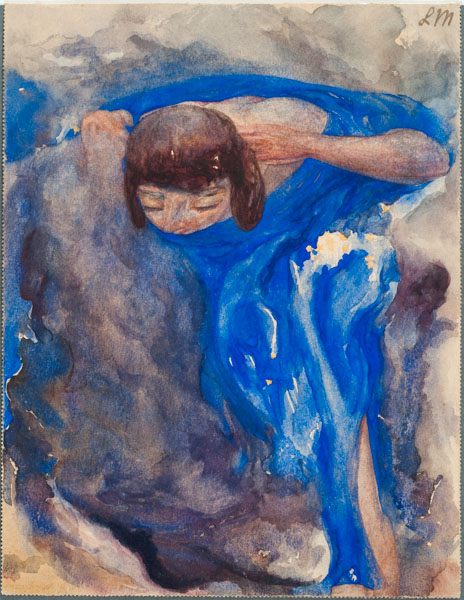
„Der Traum“ (Juli 1914)

Nach kurzer Unterbrechung hatte sie jedoch auch in der Anstalt wieder zu zeichnen begonnen. Ihr Bruder kaufte ihr die Malutensilien, verlangte aber dafür, dass die Anstaltsleitung ihm, gegen den Willen Lucie Maquets, die Zeichnungen auslieferte. Zwischen Dezember 1909 und März 1910 füllte sie ein Skizzenbuch mit Bleistiftzeichnungen von Gebäuden, z. B. der Außenansicht der Anstalt in Pirna-Sonnenstein und von Personen des Anstaltsalltags. Maquets Œuvre umfasst außerdem „Porträts, Landschaften, Genredarstellungen, biblische und mythologische Szenen“, wie z. B. „Die 3 Weisen“ und „Erwachen Floras“. Ihre Zeichnungen sind eher realistisch und konventionell, verweisen auf die Ausbildung bei Bantzer und Gussow, ihre Wasserfarbenbilder dagegen sind freier gestaltet. Eine Besonderheit stellt das Wasserfarbenbild „Der Traum“ dar. Es weist, wie viele ihrer anderen Bilder auch, Merkmale des Jugendstils auf, ist jedoch von der Künstlerin viel eigenständiger, rätselhafter und sehr besonders gemalt worden. Vier Zeichnungen und ein Skizzenbuch mit Landschaften, Architekturstudien und Frauenporträts sind heute Bestandteil der Sammlung Prinzhorn in Heidelberg. Lucie Maquet hielt viele Jahre ihres Anstaltslebens daran fest, ihr Leben als Künstlerin schon bald wieder aufnehmen zu wollen. Ab 1925 malte sie in der Anstalt nicht mehr und verkündete ihren Entschluss, nur noch in Freiheit weiter malen zu wollen.
1928 übernahm Herrmann Paul Nietsche die Anstalt, der medizinische Leiter der Aktion T4. Die Anstalt Pirna wurde eine der sechs Tötungsanstalten der Nationalsozialisten. 1936 wurde Lucie Maquet, nach 27 Jahren Anstaltsleben, als „gebessert“ in das Pirnaer Bezirksheim überführt. Ihr weiteres Schicksal ist unbekannt.

## Ausstellungen
- 1905: Zwei Ausstellungen im Sächsischen Kunstverein in Dresden[4]
- 2004: Ausstellung „Irre ist weiblich“ in der Sammlung Prinzhorn[7]
- 2008: Ausstellung „Künstler in der Irre“ in der Sammlung Prinzhorn[8]
- 2008: „Loss of Control“ Ausstellung im MARTa Herford in Herford[9]
- 2013: „Loss of Control II“, Ausstellung im Musée Félicien Rops in Namur[10][11]
- 2017: Sonderausstellung Frau – Verrückt – Künstlerin, Werke aus der Heidelberger Sammlung Prinzhorn, Hadamar[12]